# Ceraclea alboguttata
Ceraclea alboguttata är en nattsländeart som först beskrevs av Hagen 1860.  Ceraclea alboguttata ingår i släktet Ceraclea och familjen långhornssländor. Arten är reproducerande i Sverige. Inga underarter finns listade i Catalogue of Life.